# Conferencia de Jericó
La Conferencia de Jericó (en árabe: مؤتمر أريحا; en hebreo: החלטות יריחו) se celebró en diciembre de 1948 para decidir el futuro de los territorios de Palestina que fueron anexados por Jordania al final de la guerra árabe-israelí de 1948, dirigida por el jeque Muhammad Ali Ja'abari. La personalidades Pro-jordanas pidieron la anexión de Cisjordania, incluida Jerusalén oriental, a Jordania. Esta unificación fue posteriormente conocida como la "unificación de las dos orillas" (los bancos del este y oeste del río Jordán.) 
En octubre de 1948, el rey Abdullah comenzó una serie de medidas con el fin de efectuar la anexión de las partes de Palestina que su ejército y otras fuerzas árabes habían capturado y mantenido durante la guerra árabe-israelí de 1948. Lo hizo mientras que la línea de alto el fuego fue establecida o acordado en febrero de 1949. 
El primer paso fue una sesión en Amán, convocada por iniciativa del gobierno de Transjordania, en la que los representantes del rey Abdullah y un gran número de refugiados palestinos pidieron un congreso palestino más amplio para declarar la unidad palestina y reconocer al rey Abdullah como Rey de Palestina. El 1 de diciembre de 1948, una conferencia en Jericó pidió la anexión de lo que quedaba de Palestina bajo la corona hachemita a la luz de la realidad de que el territorio palestino restante estaba bajo control de manera efectiva por la autoridad jordana.
El gobierno transjordano gradualmente asumió las funciones civiles de la Ribera Occidental , el pago de los salarios de los funcionarios y la absorción de los gobernadores locales en lo que en adelante fue llamado el Reino Hachemita de Jordania. En febrero de 1949, la Ley de nacionalidad jordana fue enmendada para conceder ciudadanía jordana a los Palestinos.